# SiRFatlasIV
SiRFatlasIV — чипсет для приёмников спутниковых координат, разработанный компанией SiRF (англ.). Является развитием SiRFstar III, на базе которого изготавливается, по некоторым оценкам, около половины современных GPS-навигаторов. Чипсет поддерживает европейскую навигационную систему Galileo.

## Особенности

### Ускорение поиска спутников
Недостатком предыдущих моделей чипсетов, включая и SiRFstar III, является довольно долгое время поиска спутников при включении после долгого нахождения в выключенном состоянии («холодном старте»). Это происходит из-за того, что после включения прибор изначально не имеет необходимой ему информации для расчета координат, в частности, ему приходится предварительно получать из спутникового сигнала эфемериды (текущие координаты спутников).
Получив эфемериды, GPS-приёмник некоторое время хранит их в энергонезависимой памяти, и после выключения на короткое время и последующем включении («тёплом старте») выдает координаты в несколько раз быстрее, чем при «холодном» — именно из-за наличия в памяти готовых эфемерид.
Для решения проблемы в SiRFatlasIV в дополнение к кэшированию данных эфемерид введен блок их экстраполирования на срок до трёх дней вперед на основе этих данных. Маркетинговое название этой технологии — SiRF Instant Fix II. Таким образом, расширен временно́й период возможности «теплого старта» — с шести часов до трёх дней. Однако экстраполировать эти данные до бесконечности нельзя, поскольку в орбитах спутников накапливаются погрешности, и именно для их учёта разработчики GPS ввели два уровня информации о координатах: альманах (грубые, но «долгоживущие» данные) и эфемериды (точные, но «короткоживущие»).

### Приёмник спутниковых сигналов
В чипсете значительно улучшен приём сигналов навигационных спутников следующим путём:
- Увеличено количество корреляторов с 200 тыс. в SiRFstar III до 1 млн в SiRFatlasIV.
- Улучшена чувствительность: с −159 до −161 дБм (у конкурирующего MT3329 чувствительность заявлена в −165 дБм ещё в 2,5 раза выше[4])
- Введена поддержка двух систем вместо одной: Galileo и GPS
- Количество независимых спутниковых каналов доведено с 20 в SiRFstar III до 64 в SiRFatlasIV. Теоретически это позволило бы принимать данные со всех спутников одновременно.

### Компоненты чипсета
Ядро чипсета — процессор ARM11 с тактовой частотой 500 МГц, способный значительно разгрузить центральный процессор мобильного устройства. Для расчета координат применяется отдельный цифровой сигнальный процессор с частотой 250 МГц. Встроенный высокоскоростной контроллер памяти поддерживает модули DDR 400/Mobile-DDR 333, общение с которыми проходит через системную шину шириной 64 бита.
В состав SiRFatlasIV впервые было введено несколько контроллеров различных интерфейсов. Теперь прямо на уровне чипсета поддерживаются многие устройства и функции обработки информации. Помимо вышеперечисленных модулей, SiRFatlasIV содержит:
- Контроллер управления сенсорным экраном, поддерживающий разрешения до 800×480 пикс. с глубиной цветности 16 бит
- Контроллер флэш-памяти NAND и карт памяти SD. Поддерживаются оба типа памяти, SLC и MLC
- Контроллер USB 2.0
- 10-битный АЦП
- Видеовход
- Аппаратный ускоритель постобработки видеосигнала, поддерживающий стандарты мобильного телевидения DVB-H, T-DMB и CMMB

Чипсет выполнен в корпусе типа TFBGA с 292 шариковыми контактами, размеры микросхемы составляют 12×12×1,1 мм.
Несмотря на более высокую цену чипсета по сравнению с предыдущими версиями, наличие в нём уже готовых компонентов по работе с периферийными устройствами позволит производителям GPS-навигаторов сэкономить на «обвязке» (прочих компонентах системы), а также центральном процессоре.
Интеграция компонентов системы в одну микросхему — естественный процесс в эволюции электроники, ныне движение к созданию микросхем «всё в одном» (all-in-one) наблюдается и у других производителей GPS-чипсетов.

### Уменьшение энергопотребления
Производитель заявляет о 60 % энергопотреблении по сравнению с предыдущими поколениями чипсетов.

## Применение
SiRFatlasIV будет работать как с операционными системами семейства Windows CE, так и с семейством Linux. Уже в первоначальном пресс-релизе было анонсировано использование SiRFatlasIV в шести устройствах трёх производителей. О планах по использованию чипсета в своих будущих моделях в июне 2009 года заявили ASUS, Foxconn, Navigon, Wistron и Nextar.